# سيسليا بارتولي

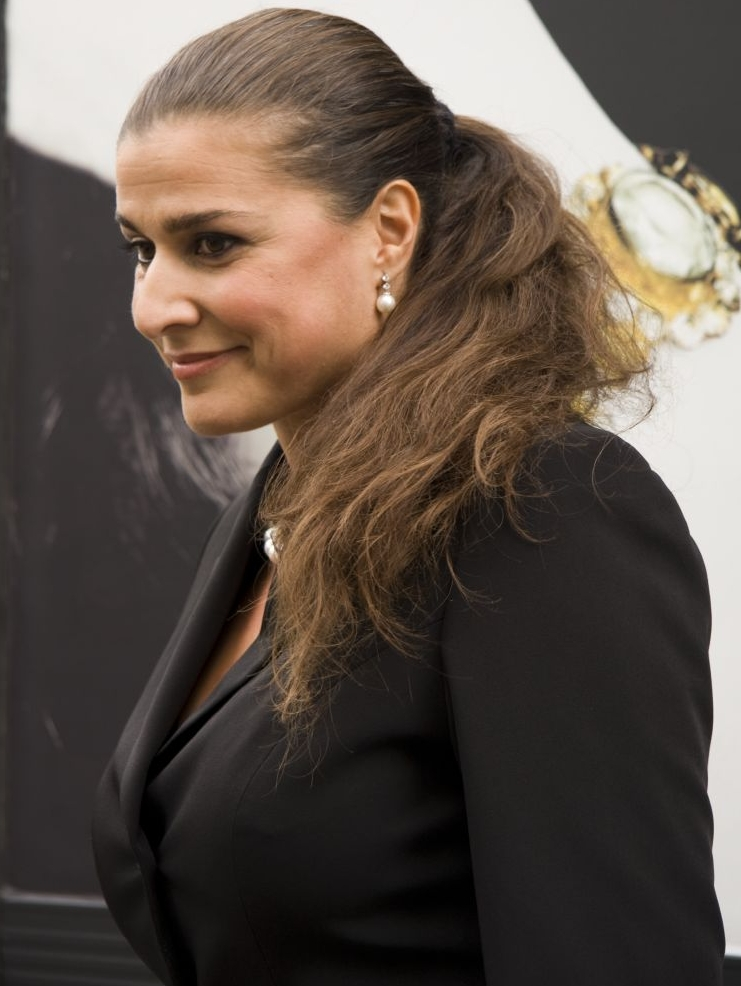
سيسليا بارتولي عام 2007

سيسليا بارتولي (ولدت في 4 يونيو 1966) مطربة أوبرا ميزو-سوبرانو إيطالية، اشتهرت بارتولي لتمثيلها الناجح وأسلوبها الغنائي المصقول. اشتهرت بعدة أدوار في أوبرات موتسارت وروسيني من بينها دور «ديسبينا»، و«سنرينتولا» و«روسينا» في «حلاق إشبيلية». درست في روما في أكاديمية القديسة سيسليا ومع والديها سيلفانا بازوني وأنجيلو بارتولي، كلاهما مطربان محترفان، وظهرت أول مرة في روما، في دور «روزينا»، عام 1985. تعينت في عدة أدوار في أكبر دور الاوبرا الإيطالية التي تلت هذا بسرعة، وعام 1989 قامت بأول تسجيل لها في دور روزينا في «حلاق إشبيلية». ظهورها أول مرة في مسرح لاسكالا، في دور زيرلينا في أوبرا «دون جيوفاني» في دور زيرلينا، جاء عام 1993، وفي عام 1996 ظهرت أزل مرة في أوبرا متروبوليتان في دور دسبينا. بعد بدايته السريعة اتخذ مشوار بارتولي وضع أكثر تواضعا مع النقاد يلاحظون أن صوتها يفتقر للجودة لملء أكبر دور الاوبرا. رغم صغر صوتها طورت بارتولي نبرة جميلة حيث استخدمت صوت أكثر انخفاضات ودفء ولمعان في أعلى درجاته والتلوين الغنائي (كلوراتورا) الذي يتميز بالدقة والمرونة كانت قادرة على إشعال مشاعر الجمهور بغنائها كما كانت أيضا كومديانة لامعة.

## وصلات خارجية
- سيسليا بارتولي على موقع IMDb (الإنجليزية)
- سيسليا بارتولي على موقع الموسوعة البريطانية (الإنجليزية)
- سيسليا بارتولي على موقع روتن توميتوز (الإنجليزية)
- سيسليا بارتولي على موقع مونزينجر (الألمانية)
- سيسليا بارتولي على موقع ألو سيني (الفرنسية)
- سيسليا بارتولي على موقع ميوزك برينز (الإنجليزية)
- سيسليا بارتولي على موقع أول موفي (الإنجليزية)
- سيسليا بارتولي على موقع أول ميوزيك (الإنجليزية)
- سيسليا بارتولي على موقع ديسكوغز (الإنجليزية)
- سيسليا بارتولي على موقع قاعدة بيانات الفيلم (الإنجليزية)

1. 1 2   https://www.staatsoper-berlin.de/de/kuenstler/. اطلع عليه بتاريخ يونيو 2025. {{استشهاد ويب}}: |url= بحاجة لعنوان (مساعدة)، الوسيط |title= غير موجود أو فارغ (من ويكي بيانات) (مساعدة)، وتحقق من التاريخ في: |accessdate= (مساعدة)
2. ↑   https://www.polarmusicprize.org/laureates/cecilia-bartoli/. اطلع عليه بتاريخ 2022-05-22. {{استشهاد ويب}}: |url= بحاجة لعنوان (مساعدة) والوسيط |title= غير موجود أو فارغ (من ويكي بيانات) (مساعدة)
3. ↑  Mezzo-soprano Cecilia Bartoli wins $123K Sonning Music Prize (بCanadian English), 13 May 2009, QID:Q5008982
4. 1 2 3   https://www.medici.tv/en/artists/cecilia-bartoli/. اطلع عليه بتاريخ 2022-05-22. {{استشهاد ويب}}: |url= بحاجة لعنوان (مساعدة) والوسيط |title= غير موجود أو فارغ (من ويكي بيانات) (مساعدة)
5. ↑  فنون وثقافة جوجل، QID:Q369089
6. 1 2   https://philharmoniedeparis.fr/sites/default/files/documents/npgs_3-12_20h30_bartoli_19136_bd.pdf. اطلع عليه بتاريخ 2021-02-01. {{استشهاد ويب}}: |url= بحاجة لعنوان (مساعدة) والوسيط |title= غير موجود أو فارغ (من ويكي بيانات) (مساعدة)
7. ↑  MusicBrainz (بالإنجليزية), MetaBrainz Foundation, QID:Q14005
8. ↑  NPR Encylopedia of Classical Music